# Juan Cabassa
Juan Cabassa (Corrientes, 19 de marzo de 1840-Buenos Aires, 5 de marzo de 1894) fue un militar argentino. 

## Biografía
Hijo del coronel de marina Luis Cabassa y de Ángela Palacios.
Se crio en la provincia de Entre Ríos y siguió sus estudios militares en el Colegio del Uruguay de la ciudad de Concepción del Uruguay. El 29 de agosto de 1856 ingresó en la escuadra de la Confederación Argentina como guardiamarina. Reiniciada la Guerra entre la Confederación Argentina y el Estado de Buenos Aires en 1859 hizo la campaña a bordo del vapor General Pinto.
Tras ser ascendido a teniente y capitán, sirvió con ese grado en la Capitanía de Puerto de Paraná. Al estallar la guerra del Paraguay, Cabassa sirvió a las órdenes del general Nicanor Cáceres al no haberse podido incorporar a la exigua escuadra argentina.
Tomó parte en la rebelión jordanista y el 11 de octubre de 1873 estuvo al frente de la batería de dos piezas ligeras, con 200 fusileros, que en el Combate de Calera de Barquín, en las ruinas de la Calera de Barquín en el actual Parque nacional El Palmar, Entre Ríos, enfrentó hasta ser destruida al vapor Espora, al mando de Enrique Howard.
Reintegrado a las fuerzas nacionales, al mando del vapor Puerto de Buenos Aires participó de la persecución del Paraná y del Montevideo, plegados a la revolución de 1874 encabezada por Bartolomé Mitre.
En 1875 fue nombrado comandante del Santa Fe, al año siguiente de la cañonera Uruguay y después de la Constitución, con la que en 1878 formó parte de la expedición Py a la provincia de Santa Cruz.
Participó en la represión de la revolución de 1880 y fue promovido a teniente coronel comandando el acorazado Los Andes hasta 1887. Pasó al crucero Patagonia con el rango de capitán de navío. Fue el primer comandante del acorazado Almirante Brown, de 4000 t, cuyas reparaciones dirigió en Europa entre 1890 y 1891. En 1892, con la jerarquía de capitán de navío, víctima de una afección cardíaca que lo dejó postrado, dejó definitivamente el mando, falleciendo en la ciudad de Buenos Aires el 5 de marzo de 1894.
En sus exequias estuvieron presentes el presidente de la Nación Luis Sáenz Peña, el ministro de Guerra y Marina Luis María Campos y el teniente general Julio Argentino Roca. Estaba casado con Teresa del Castillo.